# Kodak Ektachrome

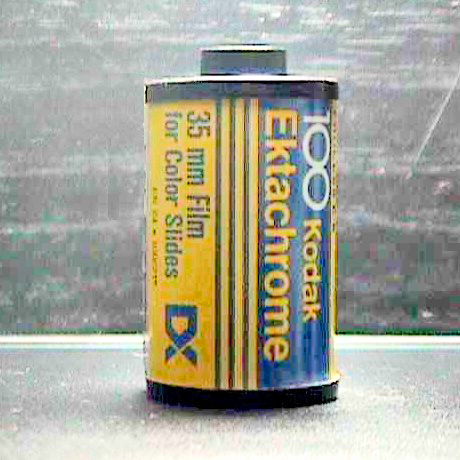
Ектахром 100 - кольорова діафільм.

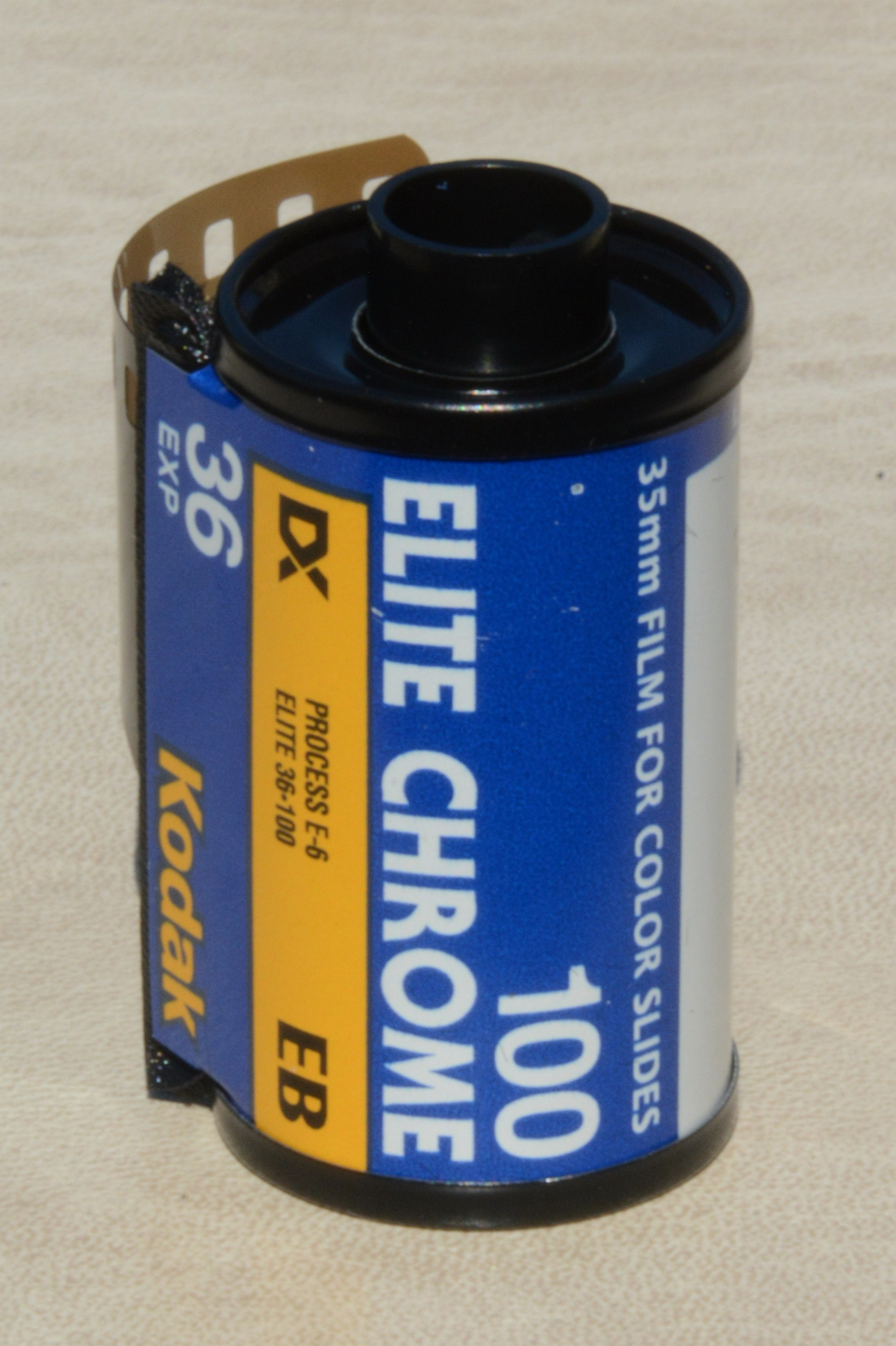
Kodak Elitechrome 100

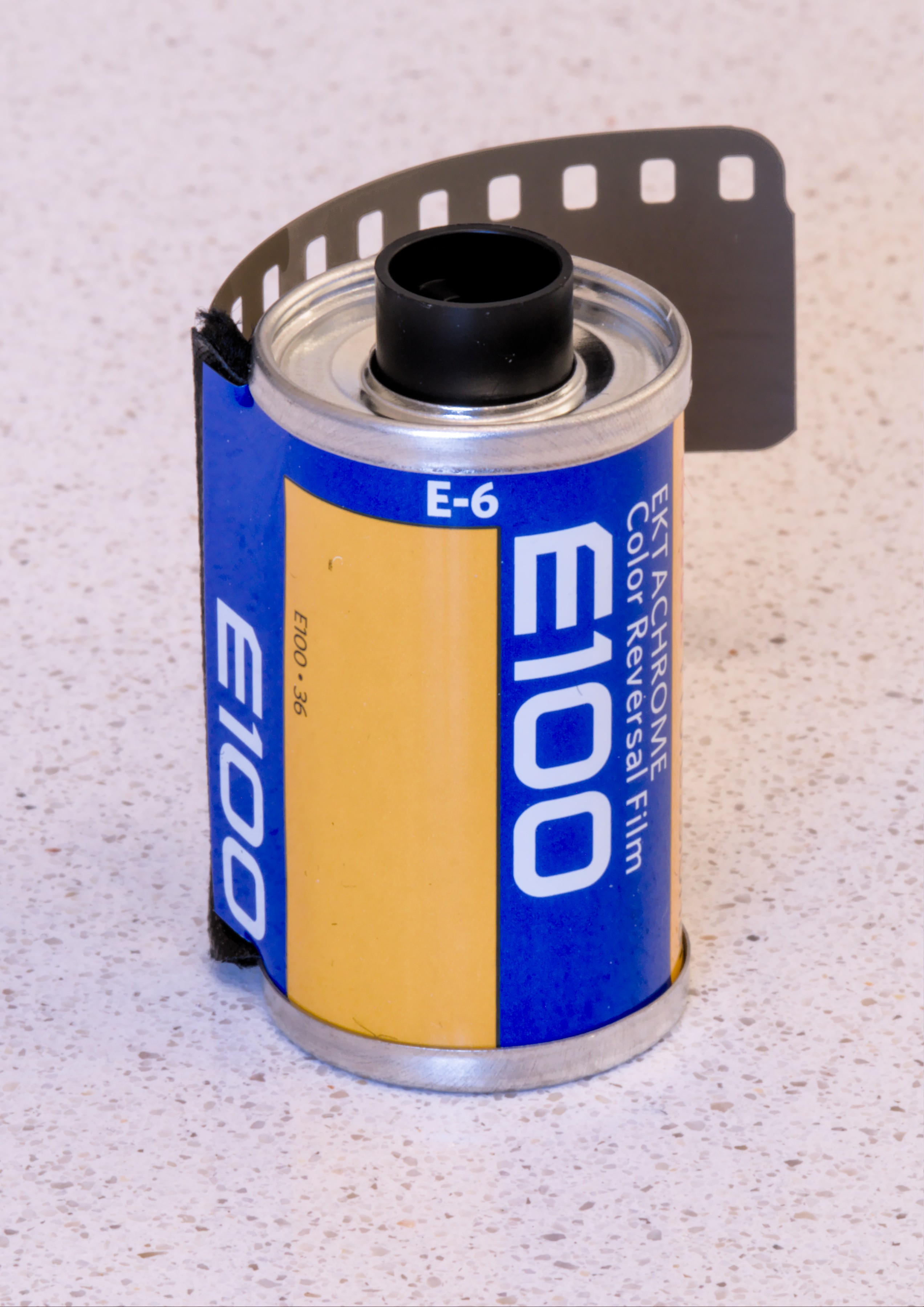
Новий Kodak Ektachrome E100 у форматі 135

Ektachrome — кольорова реверсивна плівка виробництва американської компанії Kodak .
Поки його комерціалізація не завершилася в 2012 році, він історично був доступний у багатьох форматах для телебачення, кіно ( 35 mm , 16 mm , Super 8  ) і фотографії (зокрема, у форматі 35 mm , 120 і плівкових аркушах ).
Оголосивши про намір переробити її в 2017 році, компанія Kodak Alaris з 2018 року продає плівку Ektachrome 100 у форматах 35 мм. мм і 120, для фотографії, а також 16 мм і Super 8, для кіно.

## Історія
Ektachrome, спочатку розроблений на початку 1940-х років, дозволяв професіоналам і аматорам обробляти власні плівки. Це також полегшило впровадження широкоформатних реверсованих кольорових плівок. Виробництво Kodachrome у плівкових листах буде припинено.
Хоча Kodachrome довгий час вважався найкращою плівкою, удосконалення у виробництві плівки дещо стерло відмінності між цими двома процесами. Крім того, розробка Kodachrome вимагала використання фірмової лабораторії, що подовжило час обробки (близько семи днів). З 1950-х років невеликі професійні лабораторії мали можливість обладнати себе для розробки Ektachrome. З часом цей процес перейшов від E-1 до E-5, а потім до E-6 . Це може бути реалізовано невеликими лабораторіями або аматорами за допомогою простого резервуара для проявки. Іншою перевагою була можливість робити дуже точні налаштування під час проявлення, щоб виправити експозицію плівок, таким чином, надали професіоналам тестові смужки (проявлення кількох кадрів на початку бобіни) перед тим, як продовжити остаточну обробку шляхом застосування виправлень, які вимагали фотографи.
Крім того, у той час як Kodachrome пропонував лише обмежений вибір чутливості (25 і 64 ISO , а пізніше 200 ISO; плюс 40 ISO при штучному освітленні), плівки Ektachrome були доступні з різними рівнями чутливості : для версій “ денне світло» у 50, 64, 100, 200, 400 та P800/ 1600 ISO, а для штучного освітлення ( вольфрам ) у 64, 160 та 320 ISO .

## Історія проявлення[3]
- E-1: Початковий процес обробки плівкових аркушів і котушок (1946-1950-ті роки)
- Е-2: Покращений процес обробки рулонної плівки (1955-1966)
- Е-3: Покращений процес професійної обробки професійних аркушів і котушок Kodak EP (1950-1976)
- E-4: Покращений процес обробки рулонної плівки (1966-1977, використовувався в мікрофотозйомці (Kodak PCF) до 1980-х років і для інфрачервоної плівки (Kodak IE) до 1996  )
- E-5: Експериментальний процес, обмежене використання, у модифікованій формі AR-5, для обробки плівок, які використовуються в аерофотозйомці
- E-6: найновіший процес обробки більшості реверсованих кольорових плівок (з 1977 року).

Інші фірми використовують власні позначення для ідентичних процесів. Особливо це стосується процесу Fujifilm CR-55 (еквівалент E-4) або процесу Konica CRK-2 (E-6).
Процес Ektachrome досить суттєво відрізняється від процесу Agfa Ap-41, який використовувався до 1983 року для обробки плівок, таких як Agfachrome CT18 і 50s Professional.

## Зупинка виробництва
В кінці 2009 року Kodak оголосила про припинення виробництва плівок Ektachrome 64T (EPY - плівка для штучного освітлення) і 100 Plus (EPP - професійна плівка), продажі яких різко впали. В 2011 році компанія оголосила про припинення виробництва Ektachrome 200 , а в кінці 2011 року було припинено виробництво плівки Professional Elite Chrome 100  . 
11 березня 2012 року закінчується виробництво трьох інших плівок : Ektachrome E100G , E100VS і Elite Chrome Extra Color 100. У 2012 році Kodak оголосила про припинення виробництва Ektachrome 100D (фото та кіно) , останньої кольорової реверсивної плівки, виробленої брендом  .
За кілька років до завершення Ektachrome компанія Kodak перейменувала його в " Elitechrome» .

## Відновлення виробництва
У січні 2017 Kodak оголосила про намір відновити виробництво свого Ektachrome  . 
25 вересня 2018 Kodak оголосив про доступність Ektachrome у форматах 35 мм ( 24 × 36 фотографій), Super 8 і 16 mm  через Kodak Alaris  . Ця нова формула існує лише у версії 100 ISO, збалансованій для денного світла.